# جامعة ميشيغان الحكومية
جامعة ولاية ميشيغان (بالإنجليزية: Michigan State University) هي تابعة لحكومة الولاية تقع في مدينة إيست لانسنغ، ميشيغان. عدد طلابها 46045، وعدد المدرسون والأساتذة حوالي 4800؛ عدد الطلاب الثامنة من جميع جامعات أمريكية. رئيسة الجامعة لو آنا سيمون. تعتبر جامعة ميشيغان الحكومية من جامعات «رابطة اللبلا الحكومية»، وهذا يعني أنها من الجامعات الحكومية الأمريكية تقدم تعليماً على مستوى رابطة اللبلاب.
في الرياضة الجامعية، تلعب فرق جامعة ميشيغان الحكومية باسم الإسبارتيون.
أسست جامعة ميشيغان الحكومية باسم "كلية ميشغان الزراعية" (MAC" "Michigan Agricultural College" في عام 1855 بهداية أرض من ولاية ميشيغان. بعد قانون موريل جعلت تأسيس مماثلة في ولايات أمريكية أخرى فبدأت الكلية تدرس في مجالات غير الزراعة، وفي عام 1909 غيرت اسمها إلى كلية ميشيغان الحكومية. رأسة جون هاناه قام بتحسين برامج الكلية إلى الدرجة الجامعية، فتغيرت اسم الكلية إلى اسمها الحالية عام 1964. منذ الستينات، قامت جامعة ميشيغان الحكومية بتطوير برامج أكادميية رائعة في مجالات عديدة.

## أعلام
- جوناس سولك
- ريتشارد والتر ثوماس

## وصلات خارجية
- موقع الجامعة